# Happy Rhodes
Pour les articles homonymes, voir Rhodes (homonymie).
Happy Rhodes (née Kimberley Tyler Rhodes le 9 août 1965) est une chanteuse, musicienne et parolière américaine avec une amplitude vocale de 4 octaves[réf. souhaitée]. Elle a réalisé 11 albums depuis 1986.

## Biographie
Née Kimberley Tyler Rhodes le 9 août 1965 mais surnommée "Happy" depuis son enfance, elle a changé son nom légalement à 16 ans. Elle était nommée "Kimberley" en références aux mines de diamant de Kimberley. Son deuxième prénom "Tyler" lui a été donné d'après l'actrice américaine Mary Tyler Moore, qui était une amie de sa mère, Susan D. Stamper, lorsqu'elles suivaient des cours de danse au New York City Ballet. Les parents de Happy Rhodes ont divorcé lorsqu'elle était petite. Elle a deux frères, qui sont jumeaux.
Elle a reçu son premier instrument - une guitare sèche - à l'âge de 11 ans ; c'était un cadeau de sa mère. À 14 ans, elle interprétait ses chansons lors de spectacles d'école. Elle quitta l'école à 16 ans. De 16 à 18 ans, elle commença à jouer dans des "Open Mic Nights" au Caffè Lena à Saratoga, État de New York. Pendant cette période, elle rencontra Pat Tessitore, le propriétaire d'un studio d'enregistrement (Cathedral Sound Studios à Rensselaer), et y travailla pour apprendre les techniques d'enregistrement. Tessitore fut impressionné par sa voix et ses paroles, et lui proposa d'enregistrer toutes les chansons qu'elle avait écrites jusque-là. Il lui présenta Kevin Bartlett, un musicien qui possédait son propre label, Aural Gratification, et qui la pressa de sortir toutes ses chansons sur cassette audio.
En 1986, elle avait assez de matériau pour sortir 3 cassettes en même temps, Rhodes Vol. I, Rhodes Vol. II, et Rearmament. En 1987, elle sortit la cassette de Ecto. Sa première sortie CD fut Warpaint en 1991. Les quatre premiers albums ressortirent en CD en 1992, les deux premiers étant renommés Rhodes I et Rhodes II. Chacun des CD comportait des pistes inédites. Aural Gratification sortit 9 albums entre 1986 et 1995, dont Equipoise et RhodeSongs en 1993, Building The Colossus en 1994 et The Keep en 1995. Rhodes quitta Aural Gratification en 1998.
Le dixième album d'Happy Rhodes, Many Worlds Are Born Tonight, sortit en août 1998 chez Samson Music, un label fondé par Norm Waitt Jr.. Elle fut ejectée du label lorsqu'il décida de se recentrer sur d'autres genres musicaux, et il lui rendit ses droits ainsi que les matéraux non vendus.
En 2001 Rhodes enregistra un 11e album, Find Me, qui ne sortit que le 19 octobre 2007.
Elle épousa le musicien Bob Muller en 2006 et ils habitent actuellement dans une ferme vers le centre de l'État de New York.